# Kassai egyezség

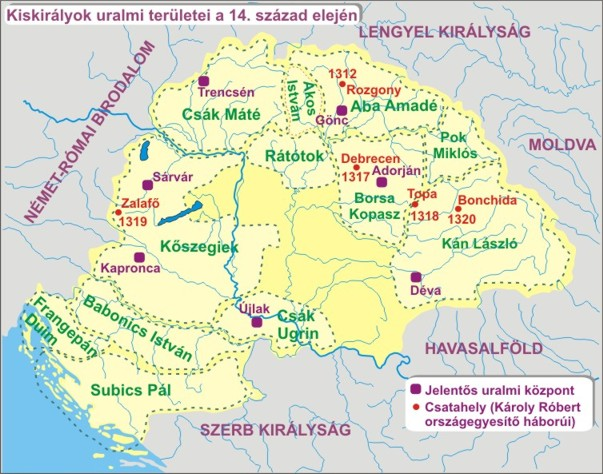
Kiskirályok uralmi területei Magyarországon a 14. század elején

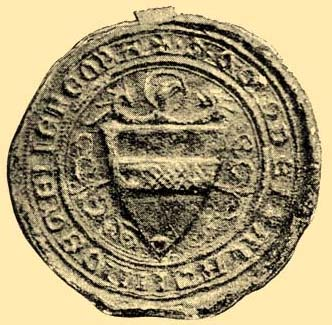
Aba Amadé nádor pecsétje

A kassai „egyezség” hivatalosan Kassa városa és az Aba nemzetség Amadé-ágának 1311. október 3-án kötött megállapodása volt az az Aba Amadé nádor halála után kirobbant jogvita lezárására. Az „egyezség” azért kell idézőjelben említeni, mert tartalmilag ez egyáltalán nem megállapodás volt, hanem a Károly Róbert álláspontját közvetítő Tamás esztergomi érsek és István veszprémi püspök által az Abákra kényszerített diktátum, amely az Aba Amadé által kiépített kiskirályság teljes, jogi-gazdasági felszámolását célozta.

## Előzmények

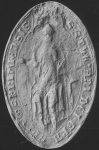
István veszprémi püspök pecsétje 1319-ből

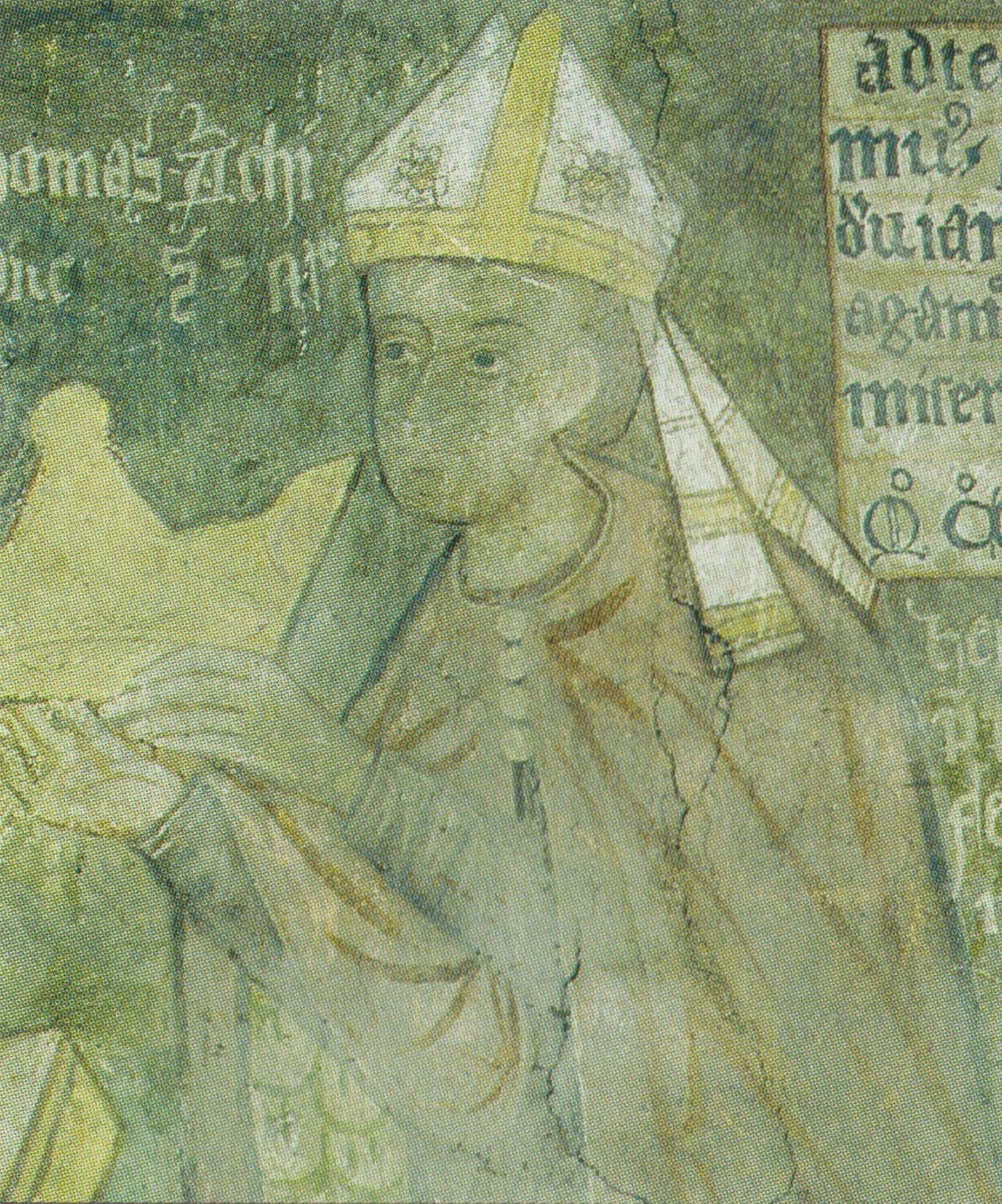
Tamás esztergomi érsek

A 13. század végére egymás után épültek ki a tartományuraságok az ország különböző részein, és a század végére már csak az ország középső részén maradt egy nagyobb, összefüggő földterület a király kezén. A gazdaság fejlődése szempontjából alapvetően fontos szabad királyi városok helyzete is megingott; a nyolc tárnoki város (Buda, Pest, Sopron, Pozsony, Nagyszombat, Kassa, Bártfa és Eperjes) közül a tartományuraknak sikerül megszerezniük hármat:
- Sopront a Kőszegi családnak,
- Nagyváradot Borsa Kopasznak,
- Nagyszombatot Csák Máténak.

Teljesen egyértelmű volt, hogy a gyors haszonra törekvő kiskirályok uralma alatt a városok gazdasága hanyatlásnak indul és várhatóan összeomlik. Ezért amikor Aba Amadé a jórészt birtokai között elterülő Kassára vetett szemet, a város minden erejével megpróbált ellenállni hatalmaskodó törekvéseinek.
A várostól északnyugatra, az északnak menő főút mellett, a Hradová (Várhegy) dombján Amadé már a század végén hozzáfogott a kassai vár felépítéséhez. Bár a Szokolnak („Sólyom”) nevezett várat sosem fejezték be, annak helyőrsége a városba tartó kereskedőket rendszeresen és jogellenesen megvámolta.
Az építkezést a kassaiak az első pillanattól jogtalannak tartották, mivel ez a Felkassa nevű terület elvileg 1261 óta a város birtoka volt. Borovszky Samu tanulmánya 
szerint a leendő V. István még mint trónörökös („ifjabb király”) korábban adományozta a Fel-Kassának nevezett területet (egészen a Csermely-patak forrásáig) bizonyos Samphleben és Obl kassai lakosoknak, akiket (és örököseiket) adománylevelében egyúttal a vármegyei hatóság alól is kivett. Valószínű, hogy nevezetteket Aba Amadé birtokukból elkergette és Fel-Kassát tőlük elbirtokolta.
1301-től, III. András halála után az Aba nemzetség és Kassa egyaránt magáénak követelte a félbemaradt várat; az ellenségeskedés időnként fegyveres összecsapássá fajult.
Az interregnum idején, amikor az országnak nem volt törvényesen koronázott királya, a kassaiak megpróbálták kihasználni azt a tényt, hogy az Abák Károly Róbert pártjára álltak abban az időben, amikor a trónkövetelőnek Észak-Magyarországon rajtuk kívül jóformán nem voltak hívei. 1304-ben Vencel zászlaja alatt Amadé ellen indultak, hogy megostromolják székhelyét, a gönci várat. Amadé várnagya azonban legyőzte őket, és Kassa kilenc szepességi várossal együtt kénytelen volt Károly Róbert hűségére térni. A győzelem után tovább nőtt az Abák befolyása a városban. Az a Hannus, aki korábban a kassai pénzverde királyi ispánja volt, 1304 után Amadé kassai officiálisa (kb. gazdatisztje) lett. A tartományúr rendszeresen felkereste a várost, és több oklevelet is onnan keltezett.
1311 szeptemberének első napjaiban Amadé népes kísérettel ismét Kassára látogatott, és bevonulása közben kísérete tisztázatlan körülmények között konfliktusba keveredett a városi polgárokkal. A dulakodás véres összecsapássá fajult, mindkét oldalon több halottal, akik közt ott volt maga Amadé is. A kíséret életben maradt tagjait, közük Amadé két fiát — Jánost és Demetert — a kassai börtönbe zárták, lovaikat és ingóságaikat elvették.
Az atrocitást, a családfő megölését, fiainak elfogását felpanaszolva Aba Amadé özvegye és további négy fia keresettel fordult a királyhoz. Kérték a vétkesek megbüntetését és családjuk kártalanítását. A király haladéktalanul kirendelte Tamás esztergomi érseket és István veszprémi püspököt az ügy elbírálására, amihez minden bizonnyal részletes instrukciókkal látta el őket. Erősen erre utal, hogy az általuk kikényszerített „megállapodás” a formális joggal minden fronton szembemenve nem a megvádoltak, hanem gyakorlatilag csak a felperesek ellen fogalmaz meg szankciókat.

## Az egyezség tartalma

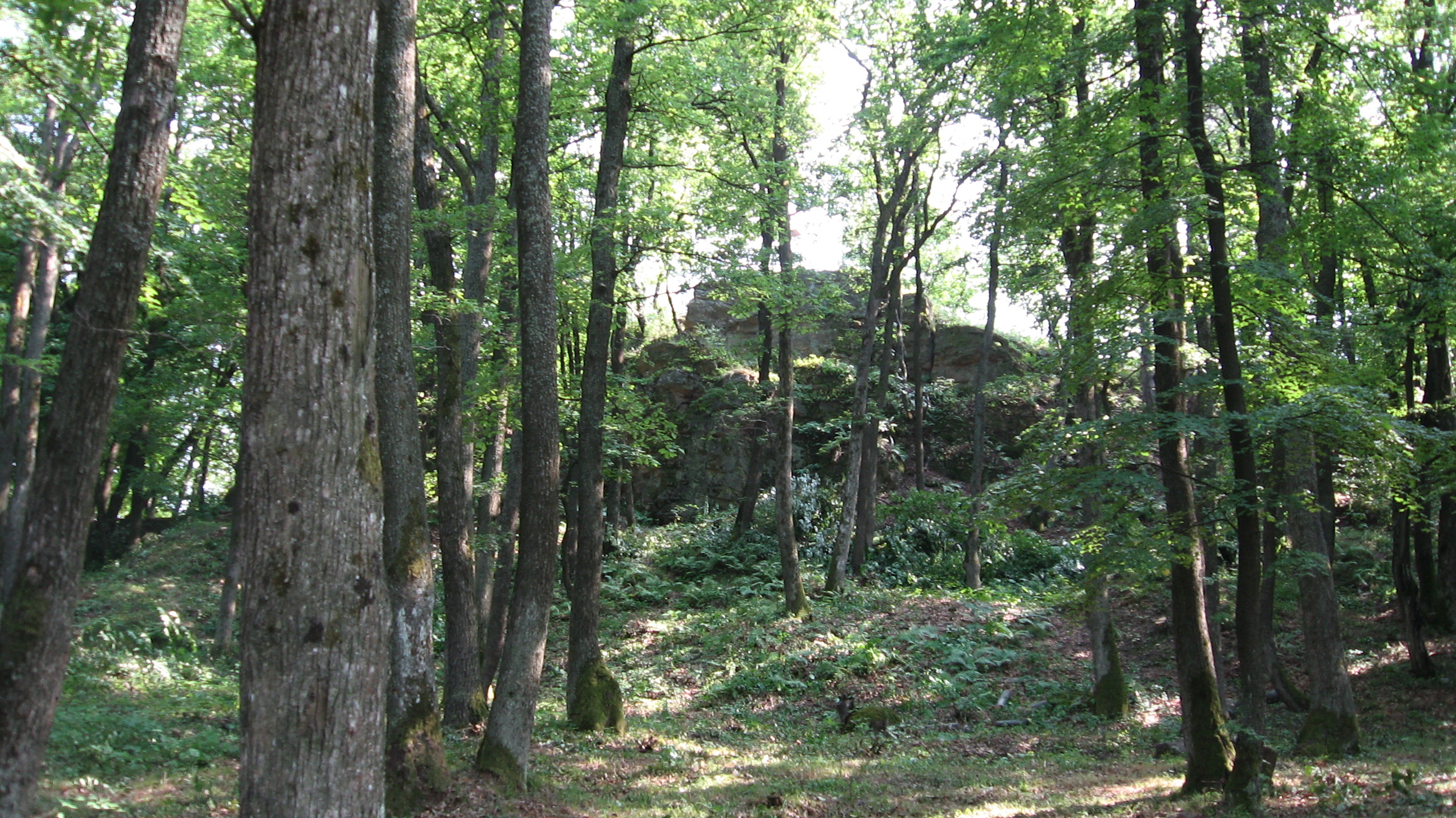
A kassai vár maradványai a tereprendezés előtt

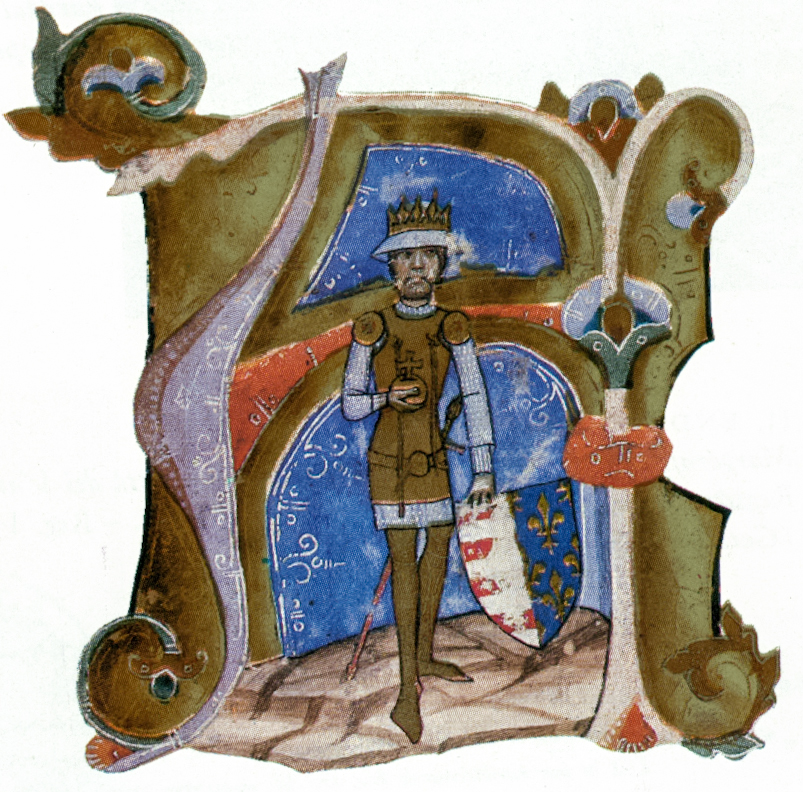
Károly Róbert a Képes Krónika egyik miniatúráján

Kassa és a család közvetlen konfliktusában Amadé özvegye és fiai vállalták, hogy:
- nem törekszenek arra, hogy bármely szolgálatuk ellentételeként Kassát Károly Róberttel vagy bármely utódával maguknak adassák,
- a Kassa környéki királyi erőket átengedik a városiak szabad használatára,
- a kassaiak piacát se közvetlenül, se közvetve nem fenyegetik,
- a kassai piacra menőket, illetve onnan jövőket soha nem zaklatják,
- lebontják az összes olyan vámot, amelyet Amadé vagy bármely családtagja törvénytelenül felállított és ezentúl ilyen vámokat nem állítanak fel,
- akár önmaguk, akár mások birtokain várat ezentúl csak a király tételes engedélyével építenek;
- Kassát, Szepest és Gölnicet összes harmincadvámjukkal és adójukkal azonnal visszaadják a királynak — vállalva, hogy mostantól nem törekszenek a királyi jogok elfoglalására és mások ilyen törekvéseit sem támogatják.

A tartományuraság egyéb intézményeinek korlátozásaként az örökösök vállalták azt is, hogy:
- visszaadják Károly Róbertnek, illetve az ő nevében eljáró és az „egyezséget” kidolgozó két főpapnak:
  - Újvár és Zemplén vármegyét azok összes jogaival és tartozékaival,
  - Lubló és Munkács várát — azzal az ígérettel, hogy többé nem törekszenek azokat birtokolni;

- engedik, hogy:
  - a király ispánjai és officiálisai békében maradhassanak ezekben a vármegyéikben és elláthassák közjogi funkcióikat
  - az általuk birtokolt megyékben a nemesek szabado9n szolgálhassanak az uralkodónak és annak, akinek még akarnak,
  - az igazukat kereső nemeseket és nem nemeseket ügyes-bajos dolgaik megítélésére a király által állított ispánok elé járulni.

- vállalták, hogy:

- - az uralmuk alatt lévő nemeseket nem kényszerítik arra, hogy az ő officiálisaik bírósága elé kelljen állniuk,
  - ők maguk pedig a visszaadott királyi jogokat újólag el nem foglalják.

Egyúttal örök hűségetfogadtak Károly Róbertnek és megígérték, hogy az általa rájuk rótt kötelezettségeket bárkivel szemben képességeik szerint teljesítik.

## Garanciák
Az egyezség biztosítékául az Amadé-tábor 46 kezest adott Kassának azzal, hogy a király országos gyűlést hív össze 1312 májusára, és az hivatott dönteni arról, hogy a kezesek szabadon bocsáthatók-e vagy továbbra is Kassán kelljen maradniuk. Ha az örökösök a megállapodás bármely pontját megszegnék, automatikusan felségsértővé válnak, és e szerint kell ellenük eljárni, tehát a király vegye el javaikat, az egyház pedig közösítse ki őket.
A legfontosabb kezesek:
1. Aba Jakab, Amadé unokája (Aba János fia),
2. Aba Domokos, Amadé fia,

1. megnevezetlen, Dancs mester rokonságából (tehát a Balassa családból),

1. megnevezetlen, Dancs mester rokonságából (tehát a Balassa családból),

Ezután távolibb rokonok következnek az Aba nemzetség:
- Somosy-,

- Aszalay-,

- Györkey- és

- Csirke-ágából.

A további túszok közül többen a
- Gutkeled
- Miskolc (Sándor fia János)
- Katapán és
- Tekele

nemzetségekből kerültek ki, többségük azonban nemzetségbe nem tartozó kis- és középbirtokos nemes volt, így például a később nagybirtokossá emelkedő Perényi család két őse, Perényi János és Perényi Miklós.

## Az egyezség utóélete
Bár a megállapodást Tamás esztergomi érsek és István veszprémi püspök erőszakolta ki, ahhoz utólag csatlakozott Amadé tartományuraságának egyházi vezetője, Márton egri püspök, aki az okmányt aláírásával és pecsétjével is hitelesítette. Egyúttal egyértelműsítette annak tartalmát is: az általa 1311. október 7-én kiadott oklevélben (miként az egri káptalan másnap kiadott oklevelében is) már nem az szerepel, hogy az egyezséget Kassa polgárai kötötték az Abákkal, hanem hogy az egyik részről a kassai polgárok és a király, a másik részről pedig az Abák tábora között jött létre. A főpapok egységes támogatásának komoly szerepe lehetett abban, hogy a johannita rend magyar tagozata egységesen Károly Róbert mellé állt; csapatuk komoly szerepet játszott a rozgonyi csatában.
Az „egyezséget” a nádor örökösei kényszerhelyzetben fogadták el. Amadé ugyanis döntéseibe nem engedett beleszólást senkinek, még közvetlen rokonainak se; azokban az ügyekben sem, amelyekben formálisan az ő képviseletükben járt el. A példátlanul gyors eljárás (a gyilkosság és az „egyezség” elfogadása között körülbelül egy hónap telt el) ideje alatt nem volt idejük megismerkedni az örökség egyes elemeivel és azok állapotával. Ezért formálisan minden elfogadtak, de ahogy fokozatosan átvették a vagyon tényleges kezelését, egyre-másra szegték meg a papíron vállalt kötelezettségeket.
Az Abák és a király konfliktusa 1312 elején fordult fegyveres összecsapássá, amikor Amadé négy fia Sárospatak ellen vonul a király ottani hospeseinek kifosztására. Céljukat ekkor azért nem érték el, mert Petenye fia Péter a Baksa nembéliek támogatásával szembefordult velük, és megvédte a várost. Az ezután gyorsan eszkalálódó konfliktusnak ezt a döntő szakaszát a rozgonyi csata zárta le.